# Untere Burg (Sickingen)
Die Untere Burg, auch Wasserschloss Sickingen genannt, ist eine abgegangene Wasserburg unterhalb der Kirche von Flehingen (Sickingen) im Landkreis Karlsruhe in Baden-Württemberg.
Die von den Herren von Sickingen erbaute Burg, die später auch im Besitz der Grafen Langenstein und Douglas war, wurde erstmals 1353 und endgültig 1525 im Bauernkrieg zerstört und im 19. Jahrhundert abgebrochen. Von der nicht mehr lokalisierbaren ehemaligen Burganlage ist nichts erhalten. Auch die im gleichen Ort befindliche Obere Burg derer von Sickingen ist heute verschwunden.
In der Nähe befindet sich allerdings das Wasserschloss Flehingen.